# Diviziunea Occidentală

Harta Diviziunii Occidentale.

Diviziunea Occidentală este una din cele patru diviziuni teritoriale din insulele Fiji. Este formată din trei provincii aflate pe Viti Levu, și anume Ba, Nadroga-Navosa și Ra. Cel mai mare oraș este Lautoka.
De asemenea, include câteva insule periferice, inclusiv Insulele Yasawa, Insula Viwa și Insulele Mamanuca. Are graniță terestră cu Diviziunea Centrală pe Viti Levu și graniță pe mare cu Diviziunea de Nord și Diviziunea Orientală.